# Гусевський
Гу́севський (рос. Гусевский) — селище міського типу, підпорядковується Гусь-Хрустальній міськраді Владимирської області, Росія.
Населення селища становить 3 189 осіб (2008; 3 554 в 2002).

## Історія
Селище відоме з 1900 року, коли тут був збудований торфозавод. Статус селища міського типу отримав в 1949 році.

## Населення
| 1959  | 1970  | 1979  | 1989  | 2002  | 2009  | 2010  |
| ----- | ----- | ----- | ----- | ----- | ----- | ----- |
| 5515  | ↗5890 | ↘5244 | ↘4493 | ↘3554 | ↘3157 | ↘3134 |
| 2012  | 2013  | 2014  | 2015  | 2016  | 2017  | 2018  |
| ↘3062 | ↘3019 | ↘2969 | ↘2903 | ↘2820 | ↘2768 | ↘2726 |

## Економіка
У селищі працює торфозавод.

## Спорт
У селищі знаходиться стадіон «Енергія» на якому грає однойменний футбольний клуб. Також є відкритий хокейний майданчик.

## Освіта
У Гусевскому функціонує школа № 14. Колись освітня установа була середньою, тепер в ній можна закінчити тільки 9 класів.
До 2005 року в Гусевском функціонувало Професійне училище № 26, яке в подальшому було приєднано до Гусь-Хрустального технологічного коледжу (ГХТК). У даний час на території колишнього училища функціонує психоневрологічний інтернат.